# European Football League 2009
Die European Football League 2009 war die 23. Saison des bedeutendsten europäischen Wettbewerbs für Vereinsmannschaften in der Sportart American Football. Es nahmen 16 Teams aus neun Nationalverbänden teil. Im Eurobowl XXIII standen sich Titelverteidiger Swarco Raiders Tirol aus Innsbruck und das französische Team La Courneuve Flash gegenüber. Mit 30:19 konnten die Tiroler ihren Titel erfolgreich verteidigen.

## Modus
Zwölf der 16 Teams traten in einer Qualifikationsrunde gegeneinander an. Diese bestand aus vier Gruppen mit jeweils drei Teams. Der Gruppenerste qualifizierte sich für das Viertelfinale und traf dort auf eines von vier gesetzten Teams. Die gesetzten Teams waren die Halbfinalisten der Vorsaison.

## Teilnehmer
Für Deutschland gingen der Deutsche Meister, die Braunschweig Lions, sowie der EFAF-Cup-Sieger des Vorjahres, die Berlin Adler, an den Start. Die Berliner scheiterten in der Qualifikationsrunde knapp an La Courneuve Flash aus Frankreich. Die Lions gewannen ihre Gruppe, scheiterten dann aber im Viertelfinale an den Swarco Raiders Tirol aus Innsbruck mit 7:35. Für Österreich gingen der Landesmeister, die Graz Giants, Titelverteidiger Swarco Raiders Tirol und Rekordchampion Vienna Vikings an den Start. Alle drei Vertreter waren gesetzt und stiegen damit erst im Viertelfinale in den Wettbewerb ein. Sowohl die Wiener (im Viertelfinale) als auch die Grazer (Halbfinale) scheiterten an La Courneuve. Die Raiders dagegen konnten den Siegeszug von La Courneuve im Finale stoppen.

## Qualifikationsrunde

### Division 1
|    | Verein             | Sp | TD      | Diff. | Punkte |
| -- | ------------------ | -- | ------- | ----- | ------ |
| 1. | Braunschweig Lions | 2  | 100:400 | +60   | 4:0    |
| 2. | Bolzano Giants     | 2  | 41:53   | −12   | 2:2    |
| 3. | Valencia Firebats  | 2  | 19:67   | −48   | 0:4    |

| Heim               | Gast               | Ergebnis |
| ------------------ | ------------------ | -------- |
| Bolzano Giants     | Valencia Firebats  | 20:0     |
| Valencia Firebats  | Braunschweig Lions | 19:47    |
| Braunschweig Lions | Bolzano Giants     | 53:21    |

### Division 2
|    | Verein               | Sp | TD      | Diff. | Punkte |
| -- | -------------------- | -- | ------- | ----- | ------ |
| 1. | Elancourt Templiers  | 2  | 89:49   | +40   | 4:0    |
| 2. | Bergamo Lions        | 2  | 68:59   | 0+9   | 2:2    |
| 3. | L’Hospitalet Pioners | 2  | 055:104 | −49   | 0:4    |

| Heim                 | Gast                 | Ergebnis |
| -------------------- | -------------------- | -------- |
| Elancourt Templiers  | L’Hospitalet Pioners | 62:23    |
| L’Hospitalet Pioners | Bergamo Lions        | 32:42    |
| Bergamo Lions        | Elancourt Templiers  | 26:27    |

### Division 3
|    | Verein             | Sp | TD    | Diff. | Punkte |
| -- | ------------------ | -- | ----- | ----- | ------ |
| 1. | La Courneuve Flash | 2  | 59:37 | +22   | 4:0    |
| 2. | Berlin Adler       | 2  | 78:31 | +47   | 2:2    |
| 3. | Moscow Patriots    | 2  | 13:82 | −69   | 0:4    |

| Heim               | Gast               | Ergebnis |
| ------------------ | ------------------ | -------- |
| Moskau Patriots    | La Courneuve Flash | 13:28    |
| Berlin Adler       | Moskau Patriots    | 54:0     |
| La Courneuve Flash | Berlin Adler       | 31:24    |

### Division 4
|    | Verein                  | Sp | TD    | Diff. | Punkte |
| -- | ----------------------- | -- | ----- | ----- | ------ |
| 1. | Porvoo Butchers         | 2  | 49:13 | +36   | 4:0    |
| 2. | Stockholm Mean Machines | 2  | 54:34 | +20   | 2:2    |
| 3. | Eidsvoll 1814's         | 2  | 19:75 | −56   | 0:4    |

| Heim                    | Gast                    | Ergebnis |
| ----------------------- | ----------------------- | -------- |
| Porvoo Butchers         | Eidsvoll 1814’s         | 27:7     |
| Stockholm Mean Machines | Porvoo Butchers         | 6:22     |
| Eidsvoll 1814’s         | Stockholm Mean Machines | 12:48    |

## Play-offs
| Viertelfinale | Viertelfinale        | Viertelfinale      |            |                           | Halbfinale | Halbfinale | Halbfinale |  |  | Eurobowl XXIII | Eurobowl XXIII | Eurobowl XXIII |
|               |                      |                    |            |                           |            |            |            |  |  |                |                |                |
| Osterreich    | Swarco Raiders Tirol | 35                 |            |                           |            |            |            |  |  |                |                |                |
| Deutschland   | Braunschweig Lions   | 7                  |            |                           |            |            |            |  |  |                |                |                |
| Deutschland   | Braunschweig Lions   | 7                  | Osterreich | Swarco Raiders Tirol      | 31         |            |            |  |  |                |                |                |
|               |                      |                    | Osterreich | Swarco Raiders Tirol      | 31         |            |            |  |  |                |                |                |
|               | Finnland             | Porvoo Butchers    | 13         |                           |            |            |            |  |  |                |                |                |
| Finnland      | Finnland             | Porvoo Butchers    | 13         | Seinäjoki Crocodiles      | 21         |            |            |  |  |                |                |                |
| Finnland      |                      |                    |            | Seinäjoki Crocodiles      | 21         |            |            |  |  |                |                |                |
| Finnland      | Porvoo Butchers      | 27 1               |            |                           |            |            |            |  |  |                |                |                |
| Finnland      | Porvoo Butchers      | 27 1               | Osterreich | Swarco Raiders Tirol      | 30         |            |            |  |  |                |                |                |
|               |                      |                    |            | Swarco Raiders Tirol      | 30         |            |            |  |  |                |                |                |
|               | Frankreich           | La Courneuve Flash | 19         |                           |            |            |            |  |  |                |                |                |
| Osterreich    | Frankreich           | La Courneuve Flash | 19         | Graz Giants               | 20         |            |            |  |  |                |                |                |
| Osterreich    |                      |                    |            | Graz Giants               | 20         |            |            |  |  |                |                |                |
| Frankreich    | Elancourt Templiers  | 6                  |            |                           |            |            |            |  |  |                |                |                |
| Frankreich    | Elancourt Templiers  | 6                  | Osterreich | Graz Giants               | 33         |            |            |  |  |                |                |                |
|               |                      |                    | Osterreich | Graz Giants               | 33         |            |            |  |  |                |                |                |
|               | Frankreich           | La Courneuve Flash | 35         |                           |            |            |            |  |  |                |                |                |
| Osterreich    | Frankreich           | La Courneuve Flash | 35         | Raiffeisen Vikings Vienna | 3          |            |            |  |  |                |                |                |
| Osterreich    |                      |                    |            | Raiffeisen Vikings Vienna | 3          |            |            |  |  |                |                |                |
| Frankreich    | La Courneuve Flash   | 14                 |            |                           |            |            |            |  |  |                |                |                |

### Viertelfinale
|                                    |                                  |  |             |                          |                     |  |              |
|                                    | Eggenberg 16. Mai 2016 16:00 Uhr |  | Graz Giants | \| \| 20 : 6 \| \| \| \| | Elancourt Templiers |  | ASKÖ-Stadion |
| (0:0, 0:0, 6:0, 14:6) Spielbericht | Eggenberg 16. Mai 2016 16:00 Uhr |  | Graz Giants |                          | Elancourt Templiers |  | ASKÖ-Stadion |
|                                    | 20 : 6                           |  |             |                          |                     |  |              |
|                                    |                                  |  |             |                          |                     |  |              |

|                                           |                                  |  |                      |                           |                 |  |                   |
|                                           | Seinäjoki 16. Mai 2016 16:00 Uhr |  | Seinäjoki Crocodiles | \| \| 21 : 27 \| \| \| \| | Porvoo Butchers |  | Seinäjoki Stadium |
| (7:7, 7:0, 0:6, 7:8) OT: 0:6 Spielbericht | Seinäjoki 16. Mai 2016 16:00 Uhr |  | Seinäjoki Crocodiles |                           | Porvoo Butchers |  | Seinäjoki Stadium |
|                                           | 21 : 27                          |  |                      |                           |                 |  |                   |
|                                           |                                  |  |                      |                           |                 |  |                   |

|                                     |                                  |  |                      |                          |                    |  |            |
|                                     | Innsbruck 16. Mai 2016 20:00 Uhr |  | Swarco Raiders Tirol | \| \| 35 : 7 \| \| \| \| | Braunschweig Lions |  | Tivoli-Neu |
| (14:7, 14:0, 0:0, 7:0) Spielbericht | Innsbruck 16. Mai 2016 20:00 Uhr |  | Swarco Raiders Tirol |                          | Braunschweig Lions |  | Tivoli-Neu |
|                                     | 35 : 7                           |  |                      |                          |                    |  |            |
|                                     |                                  |  |                      |                          |                    |  |            |

|                                   |                             |  |                           |                          |                    |  |                    |
|                                   | Wien 17. Mai 2016 15:00 Uhr |  | Raiffeisen Vikings Vienna | \| \| 3 : 14 \| \| \| \| | La Courneuve Flash |  | Stadion Hohe Warte |
| (0:0, 3:6, 0:8, 0:0) Spielbericht | Wien 17. Mai 2016 15:00 Uhr |  | Raiffeisen Vikings Vienna |                          | La Courneuve Flash |  | Stadion Hohe Warte |
|                                   | 3 : 14                      |  |                           |                          |                    |  |                    |
|                                   |                             |  |                           |                          |                    |  |                    |

### Halbfinale
|                                       |                                      |  |                    |                           |             |  |                                 |
|                                       | La Courneuve 13. Juni 2009 18:00 Uhr |  | La Courneuve Flash | \| \| 35 : 33 \| \| \| \| | Graz Giants |  | Stade Marville Zuschauer: 3.100 |
| (6:7, 16:14, 0:0, 13:12) Spielbericht | La Courneuve 13. Juni 2009 18:00 Uhr |  | La Courneuve Flash |                           | Graz Giants |  | Stade Marville Zuschauer: 3.100 |
|                                       | 35 : 33                              |  |                    |                           |             |  |                                 |
|                                       |                                      |  |                    |                           |             |  |                                 |

|                                     |                                   |  |                      |                           |                 |  |            |
|                                     | Innsbruck 13. Juni 2009 20:00 Uhr |  | Swarco Raiders Tirol | \| \| 31 : 13 \| \| \| \| | Porvoo Butchers |  | Tivoli-Neu |
| (14:7, 14:0, 3:0, 0:6) Spielbericht | Innsbruck 13. Juni 2009 20:00 Uhr |  | Swarco Raiders Tirol |                           | Porvoo Butchers |  | Tivoli-Neu |
|                                     | 31 : 13                           |  |                      |                           |                 |  |            |
|                                     |                                   |  |                      |                           |                 |  |            |

### Eurobowl
|                                    |                                   |  |                      |                           |                    |  |                                                     |
|                                    | Innsbruck 11. Juli 2009 20:00 Uhr |  | Swarco Raiders Tirol | \| \| 30 : 19 \| \| \| \| | La Courneuve Flash |  | Tivoli-Neu Zuschauer: 6.500 Referee: Perttu Hautala |
| (3:0, 17:6, 7:7, 3:6) Spielbericht | Innsbruck 11. Juli 2009 20:00 Uhr |  | Swarco Raiders Tirol |                           | La Courneuve Flash |  | Tivoli-Neu Zuschauer: 6.500 Referee: Perttu Hautala |
|                                    | 30 : 19                           |  |                      |                           |                    |  |                                                     |
|                                    |                                   |  |                      |                           |                    |  |                                                     |